# Ken Austin
Kenneth Eugene "Ken" Austin (Los Ángeles, California; 15 de julio de 1961) es un exjugador de baloncesto estadounidense que jugó una temporada en la NBA, además de hacerlo en la CBA, la liga francesa, la liga belga, la liga española, la liga turca y la liga argentina. Con 2,06 metros de estatura, jugaba en la posición de ala-pívot.

## Trayectoria deportiva

### Universidad
Jugó durante cuatro temporadas con los Owls de la Universidad Rice, promediando en total 10,3 puntos y 6,6 rebotes por partido.

### Profesional
Fue elegido en el puesto 101 del Draft de la NBA de 1983 por Detroit Pistons, pero no entró en los planes del equipo en un primer momento, jugando con los Detroit Spirits de la CBA, hasta que en el mes de febrero encadena dos contratos consecutivos de 10 días de duración con los Pistons, con los que disputó siete partidos, en los que promedió 1,7 puntos.
Regresó posteriormente a la CBA, hasta que en 1984 fichó por el Espanyol de la liga ACB, iniciando su periplo por Europa y Sudamérica. En la liga española jugó una temporada, en la que promedió 18,7 puntos y 10,8 rebotes por partido. Jugó después en diferentes ligas europeas y en la liga argentina.

## Estadísticas de su carrera en la NBA

### Temporada regular
| Temporada | Edad | Equipo          | Liga | P | TIT | MIN | TC  | TCA | %TC  | 3P  | 3PA | %3P | TL  | TLA | %TL | R.OF. | R.DEF. | REB | ASIS | ROB | TAP | PER | FP  | PTS |
| 1983-84   | 22   | Detroit Pistons | NBA  | 7 | 0   | 4.0 | 0.9 | 1.9 | .462 | 0.0 | 0.0 |     | 0.0 | 0.0 |     | 0.3   | 0.1    | 0.4 | 0.1  | 0.1 | 0.1 | 0.4 | 1.0 | 1.7 |
| Total     |      |                 | NBA  | 7 | 0   | 4.0 | 0.9 | 1.9 | .462 | 0.0 | 0.0 |     | 0.0 | 0.0 |     | 0.3   | 0.1    | 0.4 | 0.1  | 0.1 | 0.1 | 0.4 | 1.0 | 1.7 |